# James Cullen (PTAA)
Fr. James Aloysius Cullen S.J., (23 de outubro de 1841 New Ross, Condado de Wexford - 6 de dezembro de 1921, Dublin) foi um padre católico irlandês que fundou o Mensageiro Irlandês do Sagrado Coração e a Pioneer Total Abstinence Association  (PTAA) 

## Vida
James Aloysius Cullen nasceu em 23 de outubro de 1841 em New Ross County Wexford e recebeu seus primeiros estudos na escola dos Irmãos da Escolas Cristã em sua aldeia natal antes de entrar na Escola Secundária Jesuíta de Clongowes Woods em 1856. Acreditando que os jesuítas estavam envolvidos apenas no trabalho educacional, em 1861 optou por entrar no seminário (St. Patrick's, Carlow College) para a diocese de Ferns, para a qual foi ordenado sacerdote em 28 de outubro de 1864, em Carlow. Ele foi nomeado cura em Wexford, onde apresentou o Christmascrib. De lá, ele foi designado em 1866 para Enniscorthy. Foi lá que Cullen começou a se preocupar com os homens gastando seu dinheiro com bebida. Ele trabalhou com empresários locais para melhorar a moradia dos barqueiros que transportavam mercadorias entre Enniscorthy e Wexford.
Ele entrou na Companhia de Jesus em 1881 e fez seus primeiros votos em Miltown Park em 1883. Após os estudos na Bélgica, ele retornou a Dublin, onde atuou como vice-reitor do Belvedere College. Em 1884, ele foi nomeado pai espiritual em Belvedere, uma posição que manteve por vinte anos enquanto também se ocupava em outro ministério.

### Apostolado da Oração
Em novembro de 1887, Cullen foi nomeado diretor do Apostolado da Oração para a Irlanda, para divulgar a devoção ao Sagrado Coração. Para o efeito, em 1888, fundou o Mensageiro irlandês do Sagrado Coração, que considerou um meio de promover a temperança, apresentando a temperança como expressão da devoção ao Sagrado Coração. Embora principalmente um veículo para a promoção da devoção ao Sagrado Coração, Cullen também utilizou o Mensageiro para a propagação da devoção a Maria.
Em fevereiro de 1892, Cullen viajou para a Colônia do Cabo da África do Sul e manteve um longo diário com vistas a futuros artigos no Mensageiro. Enquanto estava lá, ele pregou missões e deu retiros.

### PTAA
Em 1898 fundou a PTAA. Um homem extremamente devoto, embora um tanto sombrio, ele foi um bom organizador, que trabalhou com grande energia durante muitos anos para aperfeiçoar a instituição que havia criado. Em 1899 ele voltou para a Colônia do Cabo e deu um retiro, para um regimento britânico. Em 1904, Cullen foi transferido para Gardiner Street e removido da redação do Mensageiro. Ele concentrou seus esforços na Pioneer League e construiu o St Francis Xavier's Hall, onde organizou sociedades de teatro, aulas de língua irlandesa, debates e outras atividades para enriquecer a vida das pessoas. Ele era um apoiador da Liga Gaélica.
Cullen morreu em Dublin em 6 de dezembro de 1921.